# Цуга
Цуга (јап. 都賀町) Tsuga-machi је варош у Јапану у области Шимоцуга, префектура Точиги.
По попису из 2003. године, град је имао 13.635 становника и густину насељености од 446,76 становника по км². Укупна површина је 30,52 км².
Дана 29. марта 2010. године варош Цуга, заједно са варошима Фуџиока и Охира (сви из области Шимоцуга), су се спојили у проширени град Точиги.
36° 26′ N 139° 45′ E / 36.433° С; 139.750° И